# Песимизъм
Песимизмът е отрицателно или потиснато психическо състояние, при което се очаква нежелан резултат от дадена ситуация. Песимистите са склонни да се фокусират върху негативите на живота като цяло. В цялата история песимистичното разположение има влияние върху всички основни области на мисленето.
Философският песимизъм е свързана идея, която гледа на света строго антиоптимистично. Тази форма на песимизъм не е емоционално разположение, както терминът обикновено предполага. Вместо това, това е философия или светоглед с пряко оспорване на идеята за прогрес и това, което може да се счита за основани на вярата претенции за оптимизъм. Философските песимисти често са екзистенциални нихилисти, вярващи, че животът няма присъщо значение или стойност. Техните отговори на това състояние обаче са много разнообразни и често потвърждаващи живота.